# John Hanning Speke
John Hanning Speke (4 de maio de 1827 - 15 de setembro de 1864) foi um oficial do Exército britânico indiano que fez três viagens à África entre 1857 e 1858 junto com Richard Francis Burton em busca da nascente do Rio Nilo, assinalando o Lago Victoria como origem. Anos depois regressou para demonstrar que seus cálculos estavam corretos, devido a uma polêmica com Burton. A discussão com Burton originou-se quando Burton afirmava que a nascente do Nilo era em outro local, porém John Speke lhe disse que não poderia ser, pois o lago está abaixo no nível do rio.

## Vida
John Hanning Speke conheceu Richard Francis Burton em Aden em 1854, que planejava uma expedição à África Oriental para encontrar as nascentes do Nilo. Juntos, eles viajaram pela primeira vez para a Somália, onde Speke foi gravemente ferido. No ano seguinte, ele participou da Guerra da Crimeia.
Em 16 de junho de 1857, Speke, liderado por Burton, iniciou a expedição à África Oriental para encontrar os grandes lagos e as nascentes do Nilo. De Zanzibar, eles marcharam primeiro para Tabora, onde chegaram em 7 de novembro. Em 13 de fevereiro de 1858, Burton e Speke descobriram o lago Tanganica, que Burton acreditava ser a origem do Nilo. Em 9 de julho, Burton e Speke se separaram. Speke descobriu o Lago Vitória em 3 de agosto, que ele por sua vez viu como a fonte do Nilo, o que levou a uma rivalidade pronunciada entre os dois. Speke também descobriu Ukerewe, com 523 km² a maior ilha do Lago Vitória, após a qual foi temporariamente nomeada. Em 4 de março de 1859, Speke e Burton chegaram a Zanzibar. Quando Burton finalmente chegou a Londres, Speke, que havia chegado antes, já havia publicado suas teorias lá e havia sido contratado para uma nova expedição. Burton e Speke compartilharam uma hostilidade amarga.
Com James Augustus Grant, Speke empreendeu a planejada expedição de Zanzibar em 1860, da qual retornou a Gondokoro no Alto Nilo em 1863 e que confirmou ter encontrado a nascente do Nilo.
Após o retorno de Burton de uma expedição ao Delta do Níger em agosto de 1864, ele novamente criticou as teorias de Spekes sobre a origem do Nilo. Em 16 de setembro de 1864, deveria haver uma audiência perante a Sociedade Britânica para o Avanço da Ciência em Bath. No entanto, Speke morreu em 15 de setembro de um tiro disparado enquanto caçava perto de Corsham. Até hoje não está claro se Speke pode ter cometido suicídio.
John Hanning Speke é o fundador da teoria hamita, que atribuiu todo o progresso cultural na África à influência dos "hamitas" de pele clara do norte e que considerava a população "negróide" da África mal culturalmente capaz.
A expedição de Spekes com Burton aos lagos da África Oriental foi processada literariamente por Ilija Trojanow em 2006 no romance Der Weltensammler.